# Julian Schneider
Julian Schneider (30 de diciembre de 1996) es un deportista alemán que compite en remo. Ganó una medalla de plata en el Campeonato Europeo de Remo de 2020, en la prueba de cuatro scull ligero.

## Palmarés internacional
| Campeonato Europeo | Campeonato Europeo | Campeonato Europeo | Campeonato Europeo  |
| Año                | Lugar              | Medalla            | Prueba              |
| ------------------ | ------------------ | ------------------ | ------------------- |
| 2020               | Poznań (Polonia)   | Medalla de plata   | Cuatro scull ligero |